# Günther Huber (Rennfahrer)

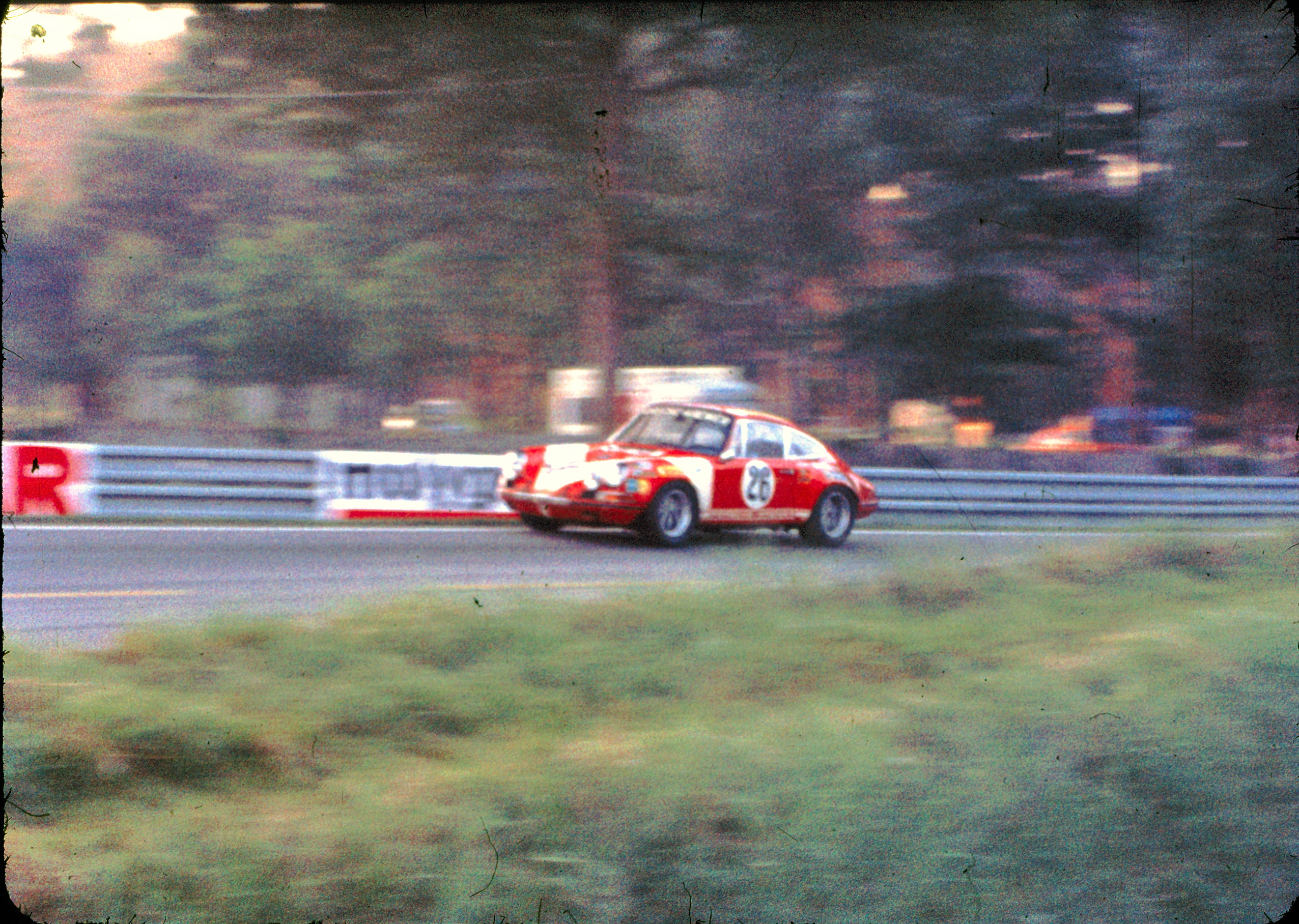
Der von Günther Huber gefahrene Porsche 911 S beim 24-Stunden-Rennen von Le Mans 1971

Günther Huber (* 10. Januar 1942 in St. Pölten) ist ein ehemaliger österreichischer Autorennfahrer.

## Karriere als Rennfahrer

### Junger Motorradfahrer
Günther Huber kam früh mit dem Motorsport in Berührung. Sein Vater Friedrich baute 1950 für seinen zwei Jahre jüngeren Bruder Peter und ihn ein Speedway-Motorradgespann. Das mit einer Teleskopgabel und einer Hinterradfederung ausgestattete Motorrad wurde von den beiden Kindern am 14. Mai 1950 vor 20.000 Zuschauern beim Bahnrennen in St. Pölten zu Demonstrationszwecken gefahren. Günther, damals acht Jahre alt, und sein im Beiwagen sitzender sechs Jahre alter Bruder Peter erreichten dabei eine Geschwindigkeit von 47 km/h. Das Einzelrennen der Erwachsenen gewann der österreichische Speedway-Meister Fritz Dirtl. Fritz Dirtl war 1954 der Firmpate von Günther Huber. Da Dirtl aber selber noch nicht gefirmt war, fungierte an diesem Tag Hubers Vater als Dirtls Göd, der dann wenige Minuten später die Patenschaft für Günther Huber übernahm.

### Rallyesport
Inzwischen volljährig geworden, begann Huber nach seiner Ausbildung zum Fahrzeugbauer an der HTL Mödling 1963 mit dem Rallyesport. Auf einem VW Käfer startete er in der österreichischen Staatsmeisterschaft. Seinen letzten Start hatte er bei der 1000-Minuten-Rallye 1965, die er im VW Käfer als Gesamtelfter beendete.

### Formel V
Ein neues Betätigungsfeld ergab sich 1965 mit dem Beginn der Formel-V-Ära. Huber zählte neben Michael Walleczek, Dieter Quester, Peter Peter und Lothar Schörg zu den jungen Wilden aus Österreich, die 1965 in die Formel V kamen. Der Motorsportjournalist und Amateurrennfahrer Rainer Braun war Zeitzeuge und schrieb über deren Fahrweise: „Beim ersten Antritt mit internationaler Besetzung duscht mich ein Rudel junger Wilder aus Österreich gnadenlos ab. Mir wird schnell klar, dass die Burschen am Steuer der Austro V- und Kaimann-Chassis in einer anderen Liga fahren. Was ich aus dem Cockpit vor mir sehe, lässt mich schaudern. Die Kerle rempeln, drücken, schieben und fahren sich gegenseitig an die Räder, dass einem schwindelig wird.“ Im Gegensatz zur Kaimann-Truppe von Kurt Bergmann startete Günther Huber erst auf Beach und nach einigen Rennen mit Austro V. Diese Fahrzeuge entstanden bei Porsche Salzburg und waren zu Beginn umgebaute Beach. Ab 1967 wurden Eigenkonstruktionen aufgebaut. Bereits 1966 fuhr Huber um den Titel mit, musste sich jedoch seinem Teamkollegen Walleczek geschlagen geben. Beim Rennen auf der Nordschleife des Nürburgrings erreichte Huber im Austro V einen Siegerschnitt von 120,2 km/h. Beim Großen Preis von Deutschland 1966 fuhr Jack Brabham im Brabham BT19 einen Schnitt von 139,6 km/h, allerdings auf regennasser Straße. 1967 gewann Huber dann die Meisterschaft des Formel-V-1300-Europapokals. 1968 fuhr er für Kurt Bergmann den mit Fritz Indra und Lippitsch entwickelten neuen Kaimann MK III Formel Vau. 1969 fuhr Huber noch das Rennen in Daytona auf einem McNamara Formel V.

### Formel 2
1968 und 1969 fuhr er einige Rennen in der Formel-2-Europameisterschaft und konzentrierte sich danach auf den Touren- und Sportwagensport.

### Touren- und Sportwagensport
1967 begannen die Touren- und Sportwageneinsätze von Günther Huber. Seinen ersten nennenswerten Start hatte er beim 1000-km-Rennen von Spa-Francorchamps 1967 mit Partner Peter Peter im Porsche 906 von Ben Pon. Der Auftritt endete nach einem Unfall vorzeitig. Sein erster Gesamtsieg gelang ihm beim 4-Stunden-Rennen von Monza 1969, einem Wertungslauf der Tourenwagen-Europameisterschaft dieses Jahres. Huber und Teamkollege Jürgen Neuhaus steuerten einen Alpina-BMW 2002. Sein größter Erfolg bei einem Einzelrennen gelang ihm 1970 mit dem Gesamtsieg beim 24-Stunden-Rennen von Spa-Francorchamps. Huber und Helmut Kelleners gewannen auf einem BMW 2.8 CS. Einmal war er Partner von Niki Lauda, mit dem er das 6-Stunden-Rennen auf dem Nürburgring 1971 als Gesamtdritter beendete.
Bereits 1970 fuhr er gemeinsam mit Erwin Kremer auf einem Porsche 911S zwei Rennen in der Sportwagen-Weltmeisterschaft. Auch 1971 war er in der Sportwagen-Weltmeisterschaft engagiert. Er wurde Siebter beim 1000-km-Rennen von Spa-Francorchamps und Gesamtzehnter beim 24-Stunden-Rennen von Le Mans. Seine beste Platzierung bei einem Sportwagenrennen war der fünfte Platz beim 1000-km-Rennen von Paris 1971. Seinen letzten Rennstart hatte Günther Huber beim 2-Stunden-Rennen von Jarama 1971, wo er auf einem Kremer-Porsche 911 Gesamtsiebter wurde.

### Historische Formel Vau
Mit seinen Söhnen Günther und Markus restauriert Günther Huber heute historische Formel Vau der Baujahre 1965 bis 1979. Bei Veranstaltungen des Historischen Formel-Vau-Vereins werden diese Rennwagen von ihnen selbst gefahren.

### Familie
1973 heiratete er Hannelore Huber geb. Wagner. Das Ehepaar hat zwei Kinder, Günther (* 22. Juli 1975) und Markus (* 9. November 1977).

## Statistik

### Le-Mans-Ergebnisse
| Jahr | Team         | Fahrzeug     | Teamkollege  | Teamkollege  | Platzierung | Ausfallgrund |
| ---- | ------------ | ------------ | ------------ | ------------ | ----------- | ------------ |
| 1971 | Nicolas Koob | Porsche 911S | Erwin Kremer | Nicolas Koob | Rang 10     |              |

### Einzelergebnisse in der Sportwagen-Weltmeisterschaft
| Saison | Team                       | Rennwagen   | 1   | 2   | 3   | 4   | 5   | 6   | 7   | 8   | 9   | 10  | 11  | 12  | 13  | 14  |
| ------ | -------------------------- | ----------- | --- | --- | --- | --- | --- | --- | --- | --- | --- | --- | --- | --- | --- | --- |
| 1967   | Racing Team Holland        | Porsche 906 | DAY | SEB | MON | SPA | TAR | NÜR | LEM | HOK | MUG | BRH | CCE | ZEL | OVI | NÜR |
| 1967   | Racing Team Holland        | Porsche 906 | DNF |     |     |     |     |     |     |     |     |     |     |     |     |     |
| 1969   | Valvoline Racing           | Porsche 906 | DAY | SEB | BRH | MON | TAR | SPA | NÜR | LEM | WAT | ZEL |     |     |     |     |
| 1969   | Valvoline Racing           | Porsche 906 |     |     |     |     |     |     | DNF |     |     |     |     |     |     |     |
| 1970   | Kremer Racing              | Porsche 911 | DAY | SEB | BRH | MON | TAR | SPA | NÜR | LEM | WAT | ZEL |     |     |     |     |
| 1970   | Kremer Racing              | Porsche 911 |     |     |     |     |     |     | 15  |     |     | 19  |     |     |     |     |
| 1971   | Kremer Racing Nicolas Koob | Porsche 911 | BUA | DAY | SEB | BRH | MON | SPA | TAR | NÜR | LEM | ZEL | WAT |     |     |     |
| 1971   | Kremer Racing Nicolas Koob | Porsche 911 |     |     |     |     | 12  | 7   |     |     | 10  |     |     |     |     |     |
| 1972   | Kremer Racing              | Porsche 911 | BUA | DAY | SEB | BRH | MON | SPA | TAR | NÜR | LEM | ZEL | WAT |     |     |     |
| 1972   | Kremer Racing              | Porsche 911 | DNF |     |     |     |     |     |     |     |     |     |     |     |     |     |